# Carmarthen Castle
Carmarthen Castle (walisisch Castell Caerfyrddin) ist eine Burgruine in Wales in Großbritannien. Die als Kulturdenkmal der Kategorie Grade I klassifizierte und als Scheduled Monument geschützte Ruine liegt inmitten des Zentrums der Stadt Carmarthen.

## Geschichte

### Umkämpfte Grenzburg im 12. und 13. Jahrhundert
Während der normannischen Eroberung von Südwestwales wurde eine erste normannische, Rhydygors genannte Burg bei Carmarthen um 1094 von William FitzBaldwin, dem Sheriff von Devon, errichtet, doch lag sie vermutlich weiter flussabwärts und wurde bereits 1096 durch einen walisischen Angriff zerstört. Um 1105 entstand die Burg an ihrer heutigen Stelle. Die Burg hatte aufgrund ihrer Lage am bis Carmarthen schiffbaren Tywi eine große strategische Bedeutung. Sie wurde auf direkte Veranlassung von König Heinrich I. errichtet und blieb direkt der Krone unterstellt. Als eine der wichtigsten anglonormannischen Festungen in Südwestwales wurde die Burg häufig umkämpft. Während der Rebellion nach dem Tod von Heinrich I. in Südwales wurde sie 1137 von Owain Gwynedd und seinem Bruder Cadwaladr ap Gruffydd von Gwynedd erobert, doch waren ihre Streitkräfte nicht stark genug, um die Burg dauerhaft zu halten. Begünstigt durch die Anarchy in England konnte sie 1146 Fürst Cadell ap Gruffydd von Deheubarth erneut erobern. Sein Bruder und Nachfolger Rhys ap Gruffydd musste sie jedoch 1158 nach dem Feldzug von Heinrich II. nach Wales wieder dem König übergeben. Bereits 1159 versuchte Rhys ap Gruffydd einen erneuten Angriff auf die Burg, doch konnte er nur die Stadt erobern, bevor die Burg durch eine Streitmacht unter Reginald de Dunstanville entsetzt wurde. Heinrich II. ließ die Burg von 1181 bis 1183 weiter ausbauen. Nach dem Tod von Heinrich II. belagerte Rhys ap Gruffydd die Burg 1189 und 1196 erneut, doch beide Belagerungen blieben erfolglos. Erst in den Kriegen zum Ende der Herrschaft von König Johann Ohneland konnte Llywelyn ap Iorwerth von Gwynedd die Burg nach fünftägiger Belagerung im Dezember 1215 erobern und zerstören. Der Fall der wichtigsten königlichen Burg im Tal des Tywi führte auch zur Eroberung von Kidwelly, Llansteffan, St Clears, Laugharne und Newport Castle. Im Abkommen von Aberdyfi wurde Carmarthen Castle Maelgwn ap Rhys zugeschlagen, doch bereits im Englisch-Walisischen Krieg von 1223 konnte William Marshal, 2. Earl of Pembroke die Burg für den englischen König zurückerobern. William Marshal verstärkte die Burg durch die Errichtung von steinernen Mauern um den Burghügel. Sein Bruder Richard Marshal belagerte während seiner Rebellion gegen König Heinrich III. ab Ende 1233 zusammen mit einer walisischen Streitmacht von Rhys Gryg, Maelgwn Fychan, dem Sohn von Maelgwn ap Rhys, Owain ap Gruffydd und Truppen von Llywelyn ap Iorwerth drei Monate lang die Burg. Die Belagerer errichteten eine provisorische Brücke über den Tywi, um die Burg von der Versorgung über den Fluss abzuschneiden, doch im März 1234 durchbrach eine von Bristol kommende Entsatzflotte unter Führung von Henry de Trubleville die Sperre, so dass die Belagerung aufgehoben wurde. Bei den Kämpfen erlitt Rhys Gryg die schweren Verwundungen, an denen er kurz darauf starb. Unter Eduard I., der die Burg zum Sitz des königlichen Justiciars von Südwales erhob, wurde sie gegen Ende des 13. und zu Beginn des 14. Jahrhunderts weiter ausgebaut und verstärkt.

### Von der Burg zum Verwaltungszentrum der Neuzeit
Während der Rebellion von Owain Glyndŵr wurde die Burg 1403 von den Aufständischen erobert und kurz darauf von König Heinrich IV. zurückerobert. 1405 fiel sie jedoch erneut in die Hände Owain Glyndŵrs und konnte erst 1409 von den Engländern zurückerobert werden. Zu Beginn der Rosenkriege übernahm im August 1456 Edmund Tudor, der Halbbruder von König Heinrich VI. die Verwaltung der Burg von Gruffudd ap Nicolas, dem bisherigen Justitiar von Südwales. Daraufhin marschierten William Herbert und Walter Devereux’, zwei führende Parteigänger des Hauses York mit einer 2000 Mann starken Armee von Herefordshire nach Carmarthen, eroberten die Burg und nahmen Edmund Tudor gefangen. Er starb am 1. November 1456 in Gefangenschaft an der Pest, noch vor der Geburt seines Sohnes Heinrich, des späteren Heinrich VII.
Während des Bürgerkriegs war Carmarthen zwischen Royalisten und Anhängern des Parlaments umkämpft. Nach dem Ende des Bürgerkriegs wurden die Mauern der Burg teilweise geschleift, doch die Anlage diente weiter als Verwaltungszentrum. Im früheren Burghof wurde ab 1789 ein von John Nash entworfenes Gefängnis errichtet. Später entstanden innerhalb der Mauern noch die Gebäude des County Courts und eine Polizeistation. Das Gefängnis wurde 1922 geschlossen und bis 1936 abgerissen. Ab 1935 entstand an Stelle des Gefängnisses die von Percy Thomas entworfene County Hall, die bis 1955 fertiggestellt wurde und als Tagungsort des County Councils und als Sitz der County Verwaltung dient.
Zwischen 2002 und 2005 wurden die erhaltenen Bauten der Burg durch Cadw restauriert. Die noch erhaltenen Überreste der Burg sind heute frei zugänglich.

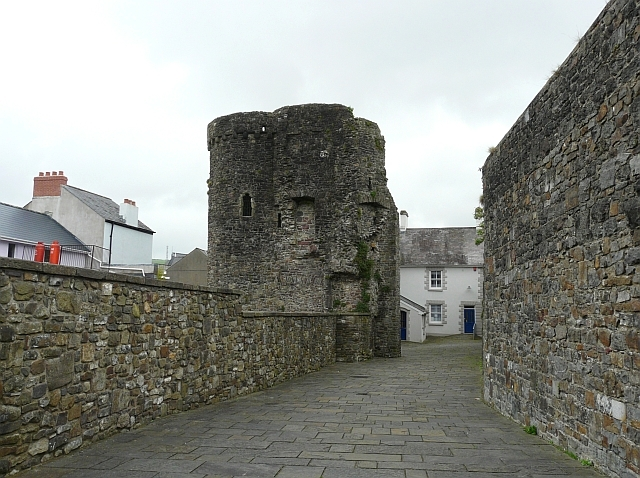
Das Torhaus, dahinter das Castle House und rechts die alte Gefängnismauer

## Anlage

### Ringmauer, Burgtor und Keep

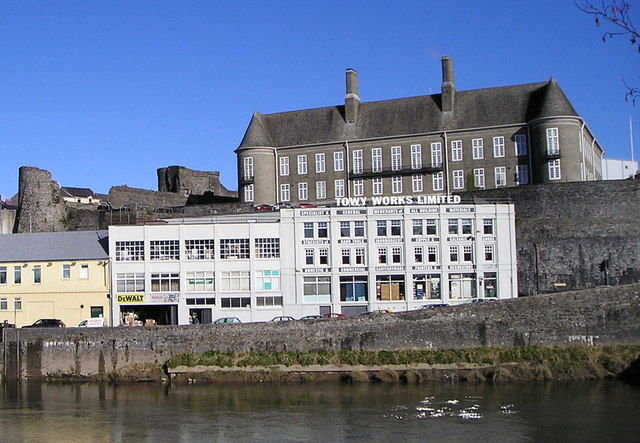
Die County Hall überragt die alten Gefängnismauern, links daneben die Ruinen der Burg

Die Burg wurde als Motte auf einem Felsen über dem Tywi errichtet und kontrollierte sowohl den früher bis Carmarthen schiffbaren Fluss als auch die umgebende Siedlung. Heute befindet sie sich inmitten des Zentrums von Carmarthen und ist von modernen Gebäuden und Straßen umgeben. Die östlich des Keeps gelegene, annähernd quadratische Vorburg wurde vollständig von dem früheren Gefängnis und später von der County Hall überbaut. Nur die westlichen Teile der Burg sind als Ruinen erhalten. Das Torhaus aus dem späten 13. Jahrhundert, der am besten erhaltene Teil der Burg, besteht aus einem durch Maschikulis und Gusslöchern gesicherten Torweg, der von zwei Rundtürmen flankiert wird. Eine restaurierte Wendeltreppe führt in das Obergeschoss, das früher die Wohnung des Constable enthielt. Südlich an das Torhaus reichen die Reste der Ringmauer bis zum Südwestturm, der von einem quadratischen Grundriss in einen Rundturm übergeht, und an die Ruine eines quadratischen Mauerturms. Nördlich des Torhauses führt die Ringmauer bis zum Keep, dem ältesten Teil der Burg. Der ursprüngliche Burghügel der Motte wurde im 13. Jahrhundert von Mauern umschlossen und in einen Shell Keep umgewandelt. Vor dem Keep befindet sich zwischen der Burg- und der Gefängnismauer das Castle House aus der Mitte des 19. Jahrhunderts, das früher die Polizeistation und heute die Touristeninformation für Carmarthen und Carmarthenshire beherbergt.

### County Hall
Die bis 1955 erbaute County Hall überragt die alten Burg- und Gefängnismauern. Das dreigeschossige und vierflügelige Gebäude wurde aus grauem Forest-of-Dean-Stein mit weißen Portlandsteinfassungen im Chateaustil errichtet, das steile Dach ist aus grau-grünem Schiefer. Das breite Portal an der Nordseite aus Portlandstein ist mit elf Reliefs von David Evans verziert, die die Aufgaben der Countyverwaltung wie Gesundheitsfürsorge, Schulwesen, und Steuererhebung darstellen.